# Пировски рејон
Пировски рејон (рус. Пировский район) је општински рејон у зсевероападном делу Краснојарске Покрајине, Руске Федерације.
Административни центар рејона је село Пировскоје (рус. Пировское). Село се налази на 265 км удаљености северно од Краснојарска и 110 км јужно од Јенисејска.
Рејон је формиран 4. априла 1924. године. У саставу рејона налази се 10 општина. Пировски рејон има многобројне исељенике у другим деловима Руске Федерације, као и у иностранству. Ови емигранти умногоме помажу економску ситуацију у развоју рејона.
Суседни територије рејона су:
- север: Јенисејски рејон;
- исток: Казачински рејон;
- југ: Бољшемуртински рејон;
- запад: Бириљуски рејон.

Укупна површина рејона је 6.242 km².
Укупан број становника рејона је 7.153 (2014).